# John McCone
John Alexander McCone (San Francisco, Califórnia, 4 de janeiro de 1902 – 14 de fevereiro de 1991) foi um empresário e político americano que atuou como Diretor da Agência Central de Inteligência (CIA) durante a Guerra Fria.
McCone nasceu em San Francisco, Califórnia e se formou na Universidade de Berkeley em 1922, com um BS em Engenharia Mecânica. Foi um destacado empresário e também serviu como um funcionário público. McCone foi presidente da Comissão de Energia Atômica dos Estados Unidos (1958 - 1961) e diretor da Agência Central de Inteligência (CIA) (1961 a 1965).
Desempenhou um papel-chave na crise dos mísseis, apesar de ser o único republicano no Conselho de Segurança Nacional. Em seu telegrama, conhecido como "lua de mel", McCone argumentou que a CIA deveria estar alerta para a possibilidade de que a União Soviética poderia instalar armas nucleares em Cuba, apesar dos relatórios negarem, o fato acabou sendo concreto.
McCone renunciou ao cargo de diretor da CIA em abril de 1965 devido ao seu mau relacionamento com o Presidente Lyndon Johnson.